# Старохенцини
Старохенцини (пол. Starochęciny) — село в Польщі, у гміні Хенцини Келецького повіту Свентокшиського воєводства.
Населення — 677 осіб (2011).
У 1975-1998 роках село належало до Келецького воєводства.

## Демографія
Демографічна структура на день 31 березня 2011 року:
|          | Загалом | Допрацездатний вік | Працездатний вік | Постпрацездатний вік |
| -------- | ------- | ------------------ | ---------------- | -------------------- |
| Чоловіки | 346     | 103                | 210              | 33                   |
| Жінки    | 331     | 65                 | 189              | 77                   |
| Разом    | 677     | 168                | 399              | 110                  |